# 루치안 프로이트의 세가지 습작
루치안 프로이트의 세가지 습작(영어: Three Studies of Lucian Freud)은 영국의 화가 프랜시스 베이컨의 1969년 유화이다. 2013년 11월 12일 크리스티스 경매에서 1억 4천 240만 달러에 낙찰돼 미술품 경매 사상 최고액을 기록했다.